# Hernán Daniel Santana Trujillo
Hernán Daniel Santana Trujillo (Las Palmas, 26 de agosto de 1990) é um futebolista profissional espanhol que atua como meia.

## Carreira
Hernán Santana começou a carreira no UD Las Palmas.